# Chiapaheros grammodes
Chiapaheros grammodes (Syn.: Cichlasoma grammodes) ist eine Buntbarschart, die auf der karibischen Seite Mittelamerikas vom Río Grijalva in den mexikanischen Bundesstaaten Chiapas und Tabasco bis zum Rio Lagartero bei Huehuetenango in Guatemala vorkommt.

## Merkmale
Chiapaheros grammodes wird maximal 25 cm lang und ähnelt in seinem äußeren Erscheinungsbild sowie den morphologischen Merkmalen den sogenannten „Guapotes“, also den Buntbarschen der Gattungen Parachromis und Petenia. Rumpf und Kopf sind langgestreckt, der Schwanzstiel ist kräftig. Das große, mit auffällig großen Fangzähnen besetzte Maul ist von gut ausgebildeten Lippen umgeben. Im Unterschied zu Parachromis und Petenia reicht die Maxillare von Chiapaheros nicht bis zum Vorderrand der Orbita. Die Grundfärbung der Fische ist grau oder olivgelb mit einem grünlichen, türkis- oder messingfarbenen Glanz. Bei den Männchen ergeben rotbraune Flecke auf den Schuppen regelmäßig angeordnete Längsreihen, während die Schuppen der Weibchen einen roten Rand haben und zusammen eine Netzmuster bilden. Je nach Stimmung können auch ein dunkles Längsband sowie Flecke auf den Körperseiten oder dem Schwanzstiel sichtbar sein. Männchen in aggressiver Stimmung verlieren alle Zeichnungsmuster. Sie werden etwas größer als die Weibchen und bekommen längere Flossen. Diagnostisches Merkmal von Art und Gattung sind dünne, dunkle Linien (normalerweise sieben) zwischen Augen und Maul in Kombination mit dem gestreckten Kopfprofil. Auf diese Linien bezieht sich auch das Art-Epitheton grammodes (Gr.: „gramme“ = Linie).

## Lebensweise
Chiapaheros grammodes lebt in den Ober- und Mittelläufen von Flüssen gemäßigter bis starker Strömung und in Seen. Die Art bevorzugt sauberes, klares Wasser mit einem hohen Sauerstoffgehalt. Chiapaheros grammodes ist territorial und ein Offenbrüter. Während der Balz ist das Weibchen dunkel gefärbt und hellt nach dem Ablaichen auf. Bei einer Temperatur von 26 °C schlüpfen die Fischlarven fünf Tage nach dem Laichen und schwimmen nach sechs Tagen frei. In der Mann-Mutter-Familie, die die Art bildet, übt das Weibchen die Brutpflege allein aus, während das Männchen das Revier verteidigt. Die Jungfische fressen u. a. die besonders dick ausgebildete Oberhaut der Eltern.